# Ебергард
Ебергард або Св. Еврар (†16 грудня 867) — маркграф Фріульський (846—863), воїн, який служив каролінгам. Був у дружніх стосунках з теологом Готшалком. Його братом був граф Тулузький Беренгар Розумний. 
Ебергард був одружений з принцесою Гізелою, дочкою імператора Священної Римської імперії Людовика Благочестивого, з якою мав 10 дітей. Заснував монастир у Сізуені поблизу Ліона.

## Родина
Дружина — Гізела, дочка імператора Священної Римської імперії Людовика Благочестивого
Діти:
- Ебергард (бл. 837—840)
- Інгельтруда (837 або 840—870), імовірно дружина герцога Франконського Генріха
- Унрух III
- Беренгар I, король Італії та імператор Священної Римської імперії
- Аделард (†874)
- Рудольф (†892)
- Гейльвіг (†895)
- Гізела (†863)
- Юдита, дружина герцога Баварського Арнульфа та графа Осерського Конрада II